# Alsodes cantillanensis
Alsodes cantillanensis es una especie de rana de la familia Alsodidae. Se encuentra en los altos de Cantillana, Chile, descubierta en 2015 por científicos de la Universidad de Chile y de la Universidad de Concepción.

## Descripción
Los machos miden 45.9 mm de LHC. Parches espinosos en los machos uniformemente distribuidos. Cabeza con característico triángulo entre el borde posterior de los ojos y la punta del hocico, que contrasta con la coloración de fondo. La parte superior del iris de color oro anaranjado brillante, casi uniforme. Pliegue postocular bien desarrollado, extendiéndose más allá de los brazos. Hocico ligeramente truncado en perfil lateral y dorsal. Piel dorsal lisa, de coloración ocre o naranja, con pequeños y difusos puntos oscuros distribuidos irregularmente; algunos individuos presentan línea vertebral. Patas posteriores ligeramente excluidas.

## Distribución geográfica
Es endémica del centro de Chile.

## Estado de conservación
Se encuentra amenazada por la pérdida de su hábitat natural. 